# Aubry-en-Exmes
Aubry-en-Exmes is een plaats en voormalige gemeente in het Franse departement Orne in de regio Normandië en telt 243 inwoners (1999). De plaats maakt deel uit van het arrondissement Argentan.

## Geschiedenis
Aubry-en-Exmes is op 1 januari 2017 gefuseerd met de gemeenten Avernes-sous-Exmes, Le Bourg-Saint-Léonard, Chambois. La Cochère. Courménil, Exmes. Fel, Omméel, Saint-Pierre-la-Rivière, Silly-en-Gouffern, Survie, Urou-et-Crennes en Villebadin tot de gemeente Gouffern en Auge. 

## Geografie
De oppervlakte van Aubry-en-Exmes bedraagt 9,7 km², de bevolkingsdichtheid is 25,1 inwoners per km².
De onderstaande kaart toont de ligging van Aubry-en-Exmes met de belangrijkste infrastructuur en aangrenzende gemeenten.

## Demografie
Onderstaande figuur toont het verloop van het inwonertal (bron: INSEE-tellingen).
Aubry-en-Exmes · Avernes-sous-Exmes · Le Bourg-Saint-Léonard · Chambois · La Cochère  · Courménil · Exmes · Fel · Omméel · Saint-Pierre-la-Rivière · Silly-en-Gouffern · Survie · Urou-et-Crennes · Villebadin